# Serie A2 1992-1993 (pallavolo maschile)

Francesco Dall'Olio, palleggiatore della Fochi Bologna, alle soglie dei 40 anni è tra i protagonisti della promozione bolognese in Serie A1.

La Serie A2 maschile FIPAV 1992-93 fu la 16ª edizione della manifestazione organizzata dalla FIPAV.

## Regolamento
Le 16 squadre partecipanti disputarono un girone unico con partite di andata e ritorno. La prima classificata al termine della regular season fu promossa direttamente in Serie A1, mentre le squadre classificate al 2º e al 3º posto disputarono gli spareggi con l'11ª e la 12ª classificata di A1. Le squadre che terminarono il campionato tra il 13º e il 16º posto retrocessero in Serie B.

## Avvenimenti
Il campionato ebbe inizio il 16 ottobre e si concluse il 2 maggio con le promozioni di Fochi Bologna, Latte Giglio Reggio Emilia e Mia Cucine Virgilio.

## Le squadre partecipanti
Le squadre partecipanti furono 16. Ingram Città di Castello, Mia Cucine Virgilio e Scaini Catania erano le squadre provenienti dalla Serie A1, mentre Gallo Gioia del Colle e Tomei Livorno erano le neopromosse dalla B. Sparanise cedette i diritti alla Com Cavi Multimedia Napoli. Alla rinuncia della neopromossa Belluno sopperì il ripescaggio della Carifano Gibam Fano.
| Squadra                                | Stagioni in Serie A2 | Allenatore               | Campo di gioco                           |
| -------------------------------------- | -------------------- | ------------------------ | ---------------------------------------- |
| Banca Popolare di Sassari Sant'Antioco | 3                    | Radamés Lattari          | PalaRockefeller di Cagliari              |
| Carifano Gibam Fano                    | 2                    | Roberto Lobietti         | PalaAllende di Fano, PU                  |
| Codyeco Santa Croce                    | 12                   | Cristiano Volterrani     | PalaParenti di Santa Croce sull'Arno, PI |
| Com Cavi Multimedia Napoli             | 1                    | Eduardo Pizzichillo      | PalaArgento di Napoli                    |
| Fochi Bologna                          | 6                    | Maurizio Menarini        | PalaDozza di Bologna                     |
| Gallo Prefabbricati Gioia del Colle    | 3                    | Vincenzo Di Pinto        | Palasport di Gioia del Colle, BA         |
| Ingram Città di Castello               | 5                    | Ruben Vincente Timpanaro | Palasport di Città di Castello, PG       |
| Latte Giglio Reggio Emilia             | 7                    | Daniele Bagnoli          | PalaBigi di Reggio Emilia                |
| Mia Cucine Virgilio                    | 5                    | Bruno Bagnoli            | Palasport di Virgilio, MN                |
| Moka Rica Forlì                        | 3                    | Piero Molducci           | PalaGalassi di Forlì                     |
| San Giorgio Mestre                     | 3                    | Luciano Scaggiante       | PalaTaliercio di Venezia-Mestre          |
| Scaini Catania                         | 5                    | Michelangelo Lo Bianco   | PalaSpedini di Catania                   |
| SPAL Ferrara                           | 10                   | Ljubomir Travica         | Palasport di Ferrara                     |
| Tomei Livorno                          | 6                    | Antonio Giacobbe         | PalaMacchia di Livorno                   |
| Volley Team Agrigento                  | 4                    | Vincenzo Barbera         | PalaNicosia di Agrigento                 |
| Voluntas Asti                          | 7                    | Alberto Roitman          | Palasport di Asti                        |

## Classifica
| Pos. | Squadra                                | Pt | G  | V  | P  | SV | SP |
| ---- | -------------------------------------- | -- | -- | -- | -- | -- | -- |
| 1.   | Fochi Bologna                          | 48 | 30 | 24 | 6  | 77 | 37 |
| 2.   | Latte Giglio Reggio Emilia             | 44 | 30 | 22 | 8  | 74 | 39 |
| 3.   | Mia Cucine Virgilio                    | 44 | 30 | 22 | 8  | 72 | 41 |
| 4.   | Gallo Gioia del Colle                  | 42 | 30 | 21 | 9  | 76 | 43 |
| 5.   | Carifano Gibam Fano                    | 40 | 30 | 20 | 10 | 67 | 45 |
| 6.   | Banca Popolare di Sassari Sant'Antioco | 38 | 30 | 16 | 14 | 66 | 47 |
| 7.   | Com Cavi Multimedia Napoli             | 34 | 30 | 17 | 13 | 60 | 51 |
| 8.   | San Giorgio Mestre                     | 32 | 30 | 16 | 14 | 60 | 54 |
| 9.   | Scaini Catania                         | 30 | 30 | 15 | 15 | 60 | 50 |
| 10.  | Moka Rica Forlì                        | 28 | 30 | 14 | 16 | 58 | 55 |
| 11.  | SPAL Ferrara                           | 28 | 30 | 14 | 16 | 59 | 61 |
| 12.  | Tomei Livorno                          | 26 | 30 | 13 | 17 | 56 | 64 |
| 13.  | Ingram Città di Castello               | 18 | 30 | 9  | 21 | 40 | 72 |
| 14.  | Codyeco Santa Croce                    | 16 | 30 | 8  | 22 | 40 | 74 |
| 15.  | Voluntas Asti                          | 12 | 30 | 6  | 24 | 34 | 76 |
| 16.  | Volley Team Agrigento                  | 0  | 30 | 0  | 30 | 0  | 90 |

| Promosse in Serie A1 | Retrocesse in Serie B |

## Risultati

### Tabellone
|                   | Agrigento | Asti | Bologna | Catania | Città di Castello | Fano | Ferrara | Forlì | Gioia del Colle | Livorno | Mestre | Napoli | Reggio Emilia | Sant'Antioco | Santa Croce | Virgilio |
| ----------------- | --------- | ---- | ------- | ------- | ----------------- | ---- | ------- | ----- | --------------- | ------- | ------ | ------ | ------------- | ------------ | ----------- | -------- |
| Agrigento         | XXX       | 0-3  | 0-3     | 0-3     | 0-3               | 0-3  | 0-3     | 0-3   | 0-3             | 0-3     | 0-3    | 0-3    | 0-3           | 0-3          | 0-3         | 0-3      |
| Asti              | 3-0       | XXX  | 0-3     | 1-3     | 3-1               | 0-3  | 0-3     | 3-0   | 1-3             | 0-3     | 1-3    | 2-3    | 1-3           | 1-3          | 3-2         | 1-3      |
| Bologna           | 3-0       | 3-0  | XXX     | 3-1     | 3-0               | 3-0  | 3-1     | 3-1   | 3-1             | 3-1     | 3-0    | 3-0    | 1-3           | 2-3          | 3-1         | 3-1      |
| Catania           | 3-0       | 3-1  | 3-0     | XXX     | 3-0               | 3-0  | 3-1     | 3-0   | 1-3             | 3-0     | 3-0    | 1-3    | 1-3           | 1-3          | 3-0         | 3-0      |
| Città di Castello | 3-0       | 3-1  | 2-3     | 3-1     | XXX               | 2-3  | 1-3     | 3-1   | 3-1             | 3-2     | 0-3    | 0-3    | 1-3           | 3-2          | 1-3         | 2-3      |
| Fano              | 3-0       | 3-0  | 2-3     | 3-2     | 3-0               | XXX  | 3-0     | 3-2   | 3-2             | 3-1     | 3-1    | 3-0    | 3-1           | 3-0          | 3-0         | 3-0      |
| Ferrara           | 3-0       | 3-2  | 2-3     | 3-0     | 3-0               | 3-1  | XXX     | 0-3   | 1-3             | 2-3     | 1-3    | 3-1    | 2-3           | 0-3          | 2-3         | 3-2      |
| Forlì             | 3-0       | 3-0  | 1-3     | 3-0     | 3-0               | 3-0  | 1-3     | XXX   | 2-3             | 3-0     | 3-2    | 3-1    | 2-3           | 2-3          | 3-1         | 0-3      |
| Gioia del Colle   | 3-0       | 3-0  | 2-3     | 3-2     | 3-0               | 3-0  | 2-3     | 3-0   | XXX             | 3-0     | 3-2    | 3-1    | 3-1           | 3-1          | 3-0         | 3-1      |
| Livorno           | 3-0       | 3-1  | 3-0     | 3-1     | 3-1               | 2-3  | 2-3     | 2-3   | 3-2             | XXX     | 3-2    | 1-3    | 1-3           | 1-3          | 3-2         | 1-3      |
| Mestre            | 3-0       | 1-3  | 0-3     | 3-1     | 3-0               | 3-2  | 3-2     | 3-2   | 3-1             | 2-3     | XXX    | 3-0    | 0-3           | 3-0          | 3-0         | 3-1      |
| Napoli            | 3-0       | 3-0  | 2-3     | 0-3     | 1-3               | 3-1  | 3-1     | 3-0   | 1-3             | 3-0     | 3-1    | XXX    | 3-2           | 3-1          | 3-0         | 3-1      |
| Reggio Emilia     | 3-0       | 3-1  | 1-3     | 3-1     | 3-1               | 3-1  | 3-0     | 0-3   | 3-0             | 3-1     | 1-3    | 3-0    | XXX           | 3-0          | 3-0         | 1-3      |
| Sant'Antioco      | 3-0       | 3-0  | 3-2     | 3-1     | 3-0               | 1-3  | 3-2     | 3-0   | 0-3             | 3-0     | 3-0    | 3-2    | 1-3           | XXX          | 3-0         | 1-3      |
| Santa Croce       | 3-0       | 3-2  | 0-3     | 2-3     | 3-0               | 1-3  | 1-3     | 1-3   | 2-3             | 0-3     | 3-1    | 1-3    | 0-3           | 3-2          | XXX         | 2-3      |
| Virgilio          | 3-0       | 3-0  | 3-0     | 3-1     | 3-1               | 3-0  | 3-0     | 3-2   | 3-2             | 3-2     | 3-0    | 3-0    | 3-1           | 0-3          | 3-0         | XXX      |